# Бокситогорск
Бокситогорск (на руски: Бокситогорск) е град в Русия, административен център на Бокситогорски район, Ленинградска област. Населението на града към 1 януари 2018 година е 15 380 души.